# Йожеф Ковач (легкоатлет)
Йожеф Ковач  (угор. Kovács József, 3 березня 1926 — 29 березня 1987) — угорський легкоатлет, олімпійський медаліст.

## Виступи на Олімпіадах
| Олімпіада      | Дисципліна           | Місце      |
| -------------- | -------------------- | ---------- |
| Гельсінкі 1952 | біг на 5000 метрів   | 14 h1 r1/2 |
| Мельбурн 1956  | біг на 10 000 метрів | 2          |
| Рим 1960       | біг на 10 000 метрів | 15         |